# 中国威胁论

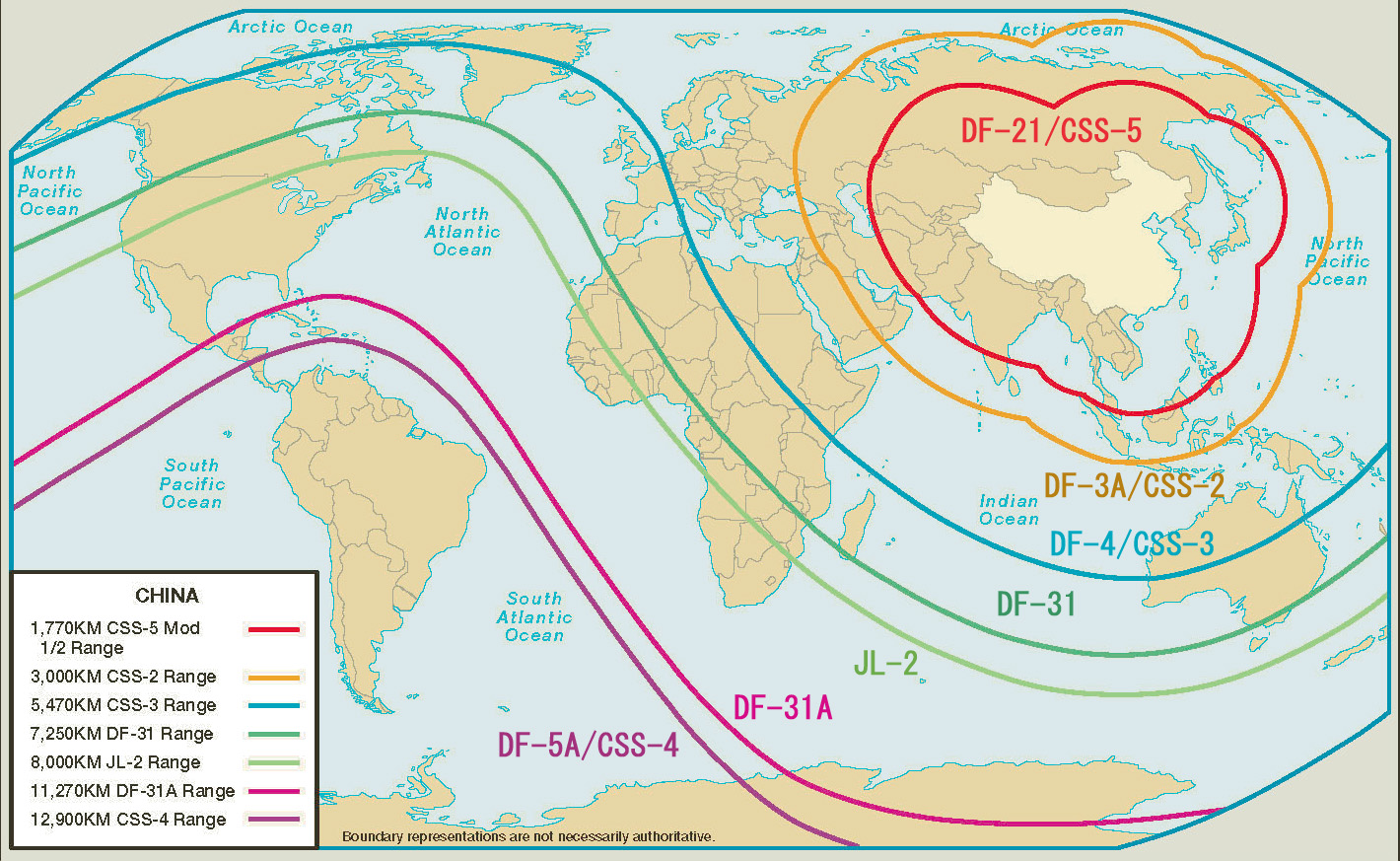
中國人民解放軍東風系列导弹全球射程範圍圖

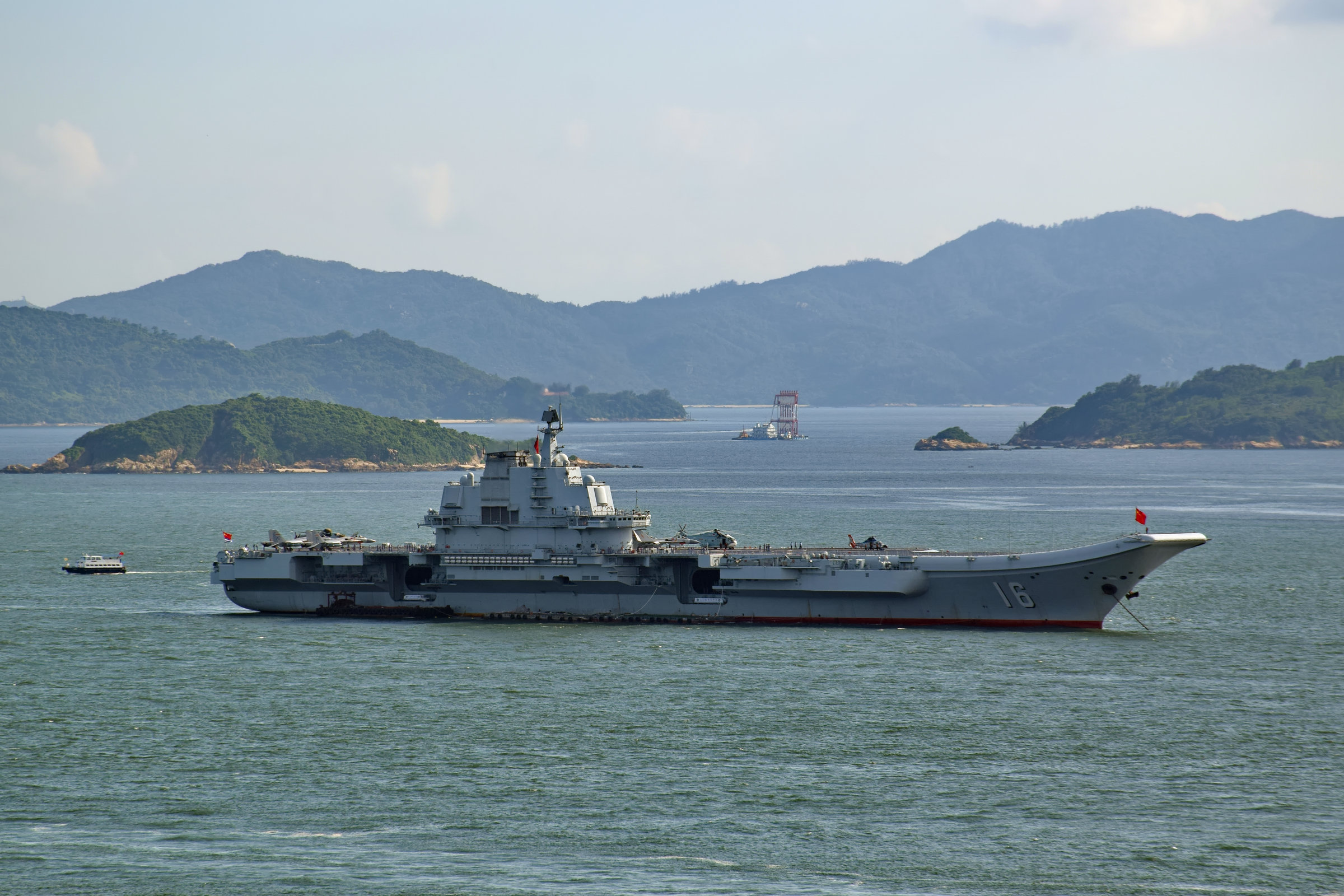
2017年，停泊於香港水域的遼寧號航空母艦。

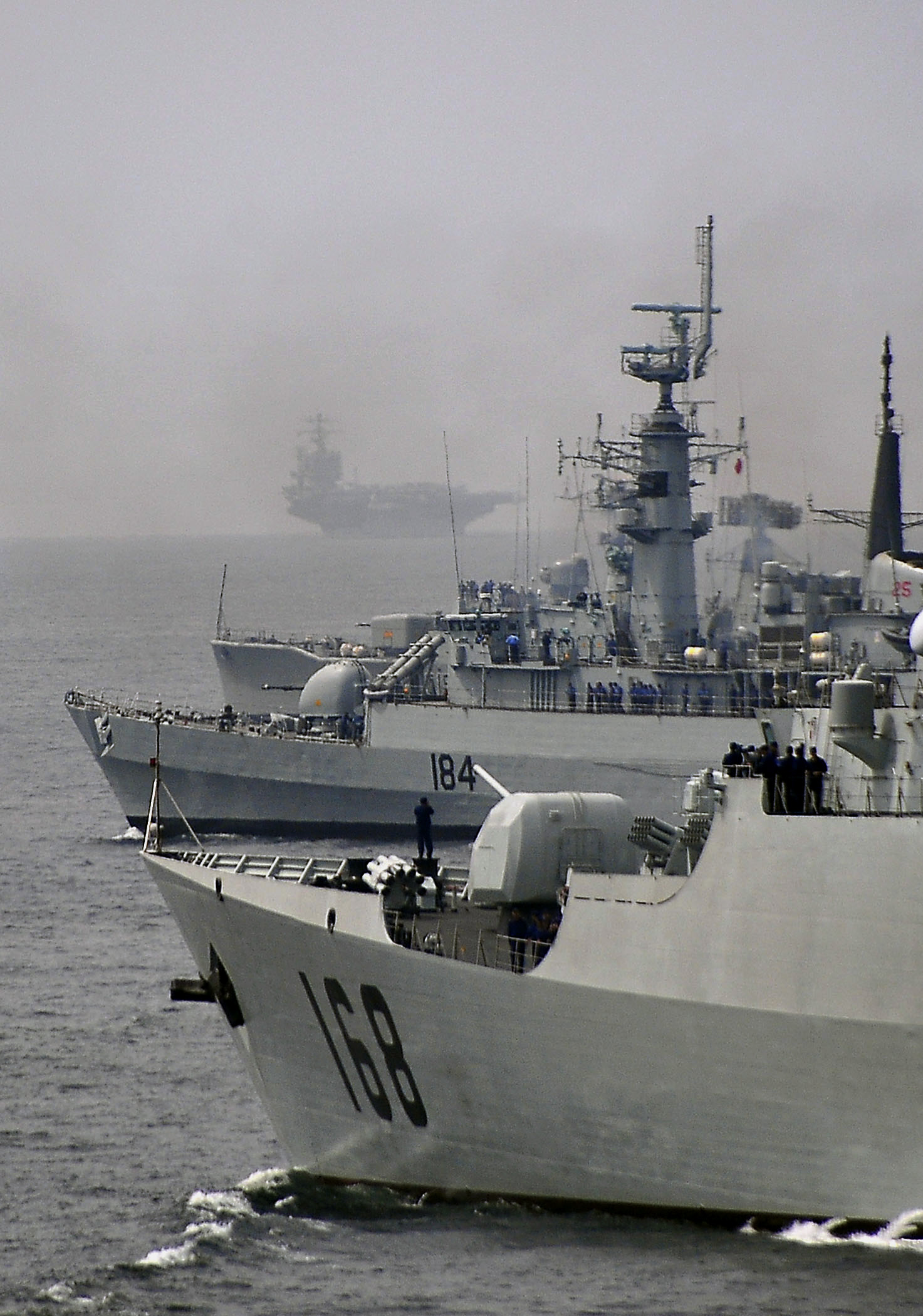
中國人民解放軍海軍軍艦和遠方的美國海軍航空母艦

中國威脅論，是關於中華人民共和國對世界各地的民主、和平、軍事、經濟等各方面造成嚴重威脅的論點。

## 概念
中國威脅論是國際關係上因中國大陸崛起而產生憂慮與質疑的論述，中國崛起後，隨著中國大陸迅速發展，遂导致其周邊國家的利益和國際秩序備受挑戰，威脅包括經濟、軍事、糧食、人口以至太空等領域。有論者指中國大陸專政體制是產生威脅論的主因。中国官方則認為威脅論源於後冷戰時代西方國家用以壓制中國發展的說法。

## 历史
“中国威胁论”在欧洲由来已久。19世纪后期的“排华浪潮”。当时美国白人种族主义者和劳工利益集团将在美国的华工视为美国主流文化的的“威胁”，于是推动政府分别于1882年和1884年通过了《排华法案》。这一时期的“中国威胁论”特指华人移民，不是现代意义上的“中国威胁论”，但其中体现的白人至上主义思想和东西方文明的冲突，则在其后的“中国威胁论”中仍能找到踪影。
中国共产党建政之初，美国也曾兴起过一阵“中国威胁论”，即中国革命的胜利有可能在东南亚引起多米诺骨牌效应，从而对美国形成“红色威胁”。这一时期的“中国威胁论”出现在美苏冷战的大背景下。
中華人民共和国在改革开放初期，很多人并不看好中国大陸，甚至有人预言中国大陸可能“崩溃”，《明镜》周刊曾对此表达了“恐惧”：“如果中国人不能解决温饱问题，全世界人都将挨饿。”早期的“中国威胁论”主要是文化意义上的。由于欧洲在宗教、民主、人权等诸多价值观上與共产主义中國存在重大分歧，共产主义很难真正获得欧洲国家的好感。
从历史上看，“中国威胁论”的版本很多，时至当代则集中于反對中国共产党治理下的中华人民共和国。不過因中国共产党领导的国有经济为中国当代经济一主要部分，融入广泛的民生当中，「反共」跟「反華」的觀點容或有部分重疊。
自2010年起，東南亞多國與中國在南海的領土爭端升高，更促使這些國家合作對抗軍力不斷增長的中國。日本、韓國已及東盟各國對中国紛紛採取更加防範的態度，並重新鞏固與美國的軍事同盟關係，尋求保護。美國也順勢重新加強了與這些亞洲盟友的軍事互動與同盟關係。
根據西方國家的觀察，中國在中共中央總書記習近平領導下展現出極大的野心，尤其在台灣問題和南海爭議上，態度越來越強硬，以美國為首的西方陣營開始應對來自中國的威脅，發生地區軍事衝突的風險顯著增加。

## 威脅类型

### 對國家與地區的经济威胁

#### 美國
隨著中华人民共和国的經濟不斷增長，根据美国IFs世界GDP经济预测，中国大陸GDP(国际汇率)将在2030年超过美国。如果该预测属实，中华人民共和国则将撼动美国的绝对领导地位。

#### 歐洲
欧债危机後，中國大陸的資金大量進入歐洲債券市場，英國媒體BBC將其解读为，中国大陸要借购买欧洲的债券的名义控制欧洲。

#### 非洲
日本和欧美认为：中國大陸在非洲的投資、貿易和經濟援助，被認為是“新殖民主义”。

#### 台灣
中國大陸是台灣電子業出口最大的威脅，2015年隨著中國大陸要經濟轉型產業升級，開始發展高科技產業的供應鏈。

### 對國家與地區的军事威胁
伴隨著經濟增長，中国大陸的軍費支出也越來越多，這造成周邊的國家地区以及美國的疑慮。

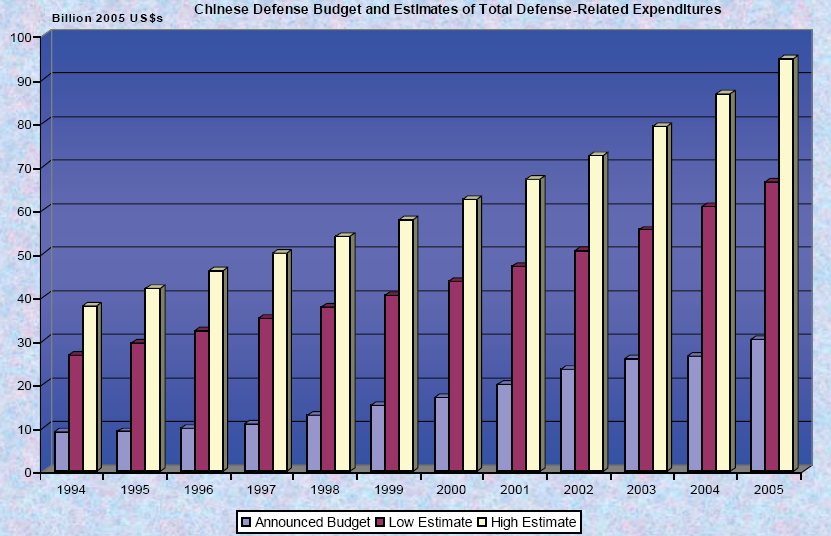
中国军费的增长情况，来自2006年《中華人民共和國軍力報告》

#### 美國
目前中国大陸的軍費僅次於美國，部分人員認為威脅美國在世界上的領導地位。但中美軍費差距仍然很大，美國軍費比中國大陸軍費高出三四倍，比第二名到第十五名加起來還多。

#### 日本
东海岛屿的爭端，中日两国对东海钓鱼岛及其附属岛屿（中称）/尖阁诸岛（日称）的主权问题产生争议。日本宣布钓鱼岛国有化后衝突進一步增加。

#### 台灣
中國大陸堅持對台“不承诺放弃使用武力”的政策，以及兩岸軍事力量的傾斜，讓台灣備感威脅。中華民國政府已於1991年宣佈終止動員戡亂時期，宣佈結束雙方敵對狀態。
與台灣的衝突，特別是1995年至1996年在第一次中華民國總統公民直接選舉前的95-96台海飛彈危機，那時剛經過六四事件、千島湖事件的台灣，具象化中国共产党威脅論的實在性，使中國的威脅論迄今仍影響台灣政治。中國共產黨仍堅持一黨執政，有观点认为中華人民共和國人權狀況在北京奧運會後繼續惡化、以及不放棄以武力解決台灣問題的立場，並部署約兩千枚對準台灣的飛彈，這些都讓中華民國政府和許多台灣人民對中國共產黨及中國大陸崛起厭惡、警覺及強烈反感。

#### 南海
與越南和菲律賓等多国在南海主權上的衝突，使多个国家感受到來自中國大陸的威脅。与中国存在南海主权冲突的国家有马来西亚，汶莱和印尼等。2021年4月24日，歐盟指責中國危害南海和平，歐盟又發布了新政策，增強其在印度-太平洋地區的影響力，以對抗中國崛起的勢頭。

### 糧食威胁
《經濟學人》的文章稱中國大陸龐大的人口、龐大的糧食需求将导致全球粮食供应短缺。但事实上，世界粮食产量已经连续多年过剩，缺粮问题只存在于政治、军事动荡之地，而非粮食供应不足。

## 各方态度
時至今日，在不同的地區和國家在冷戰後，面對中國大陸所形成的威脅感有不同程度的加強或減弱，但“中国威胁论”并未直接的态度，有时甚至不明所以。
六四事件后，部分媒體和人士認為，中国共产党當局开始推动民族主义和威权主义政治宣传以鞏固政權，相继推广《环球时报》等民族主义媒体，对台湾进行武力威胁，同时快速扩充军费，窃取各国军事、经济机密，对争议中的海域宣示主权并加强军事存在。外部观察家逐步提出中国大陆是一种军事政治威胁的观点。

### 中華民國
對中華民國來說，「中國威脅論」指的是实际统治中国大陆的中国共产党和中华人民共和国政府對前者造成的威脅。
中華民國政府於1987年解除戒嚴後，隨著開放探親等措施，兩岸關係日趨緩和；但是，中國大陆先後經歷六四天安門事件及千島湖事件，加上不放棄對台武力威嚇，讓台灣民眾普遍對中國大陆的觀感不佳。
1990年代以來，在臺灣的中華民國政府歷經修憲及終止動員戡亂狀態，已不再視中國共產黨及其掌控的中华人民共和国政府為叛亂者，但前者經常以中華民國政府（特别是國民黨執政下）無法接受的方式談論關於對日抗戰、國共內戰、不承認中華民國政府、台灣民主化、台灣本土化運動及台灣獨立運動的看法與立場，並对台湾武力威嚇、以及持續打壓台灣的國際空間。
前立法院院長王金平表示，台灣面對中國大陸軍事崛起的威脅，應更積極參與國際組織活動、強化與美日同盟、持續建立自我防衛的力量，以維護台海和平與亞太區域安全。
中華民國總統蔡英文認為「兩岸關係的改善與穩定，主要取決於中國大陸是否走向民主，中國大陸民主化一直影響了兩岸的進程跟台海關係穩定。民主與人權是台灣最重要的資產，台灣更應積極的在中國大陸民主進程上，助其一臂之力。只有中國大陸民主化，雙方才可能在相同制度的基礎上，穩定的互惠往來。」

### 马来西亚
马来西亚首相马哈迪·莫哈末是第一个反驳“中国威胁论”的亚洲领袖。20世纪90年代“中国威胁论”在东南亚盛行时，马哈迪曾表示，中国是地区的大国，能够在地区政治、经济与安全方面发挥建设性作用，因而主张对华务实合作。2012年5月26日，他针对“中国威胁论”接受《日本经济新闻》专访时说到：
|          | 任何一个国家把他国看成“威胁”，这种状况是不妥当的。如果想封堵中国，那中国就可能以扩军来对抗，形成军备扩张竞赛。中国历史上就是个通商国家，从来就不是帝国主义国家。亚洲国家有必要通过对话增进相互理解。 |
| ——马哈迪 | |

### 美国
在後冷戰的背景下，1991年12月13日《紐約時報》專欄作家Leslie H. Gelb撰寫題為「Breaking China Apart」（分裂中國）的文章；後有Charles Krauthammer在1995年7月31日的《時代週刊》（Vol.146，Iss. 5）撰文「Why we must contain China」（為何我們必須圍堵中國）。中國人民解放軍少將朱成虎的對美核武言論曾引起很大的爭議。
中國威脅論在新保守主義很流行。他們的想法是，美國有特別責任領導別的國家到一個民主的將來，也覺得美國必須當世界唯一的超權國家。但是在整個的美國保守運動，中國威脅論是有爭議。美國“親商業保守派”反對這個思潮，認為貿易和文化接觸會對美國和中華人民共和國雙方有利。
习近平在2012年上任中共中央总书记后，由于中国放弃了“韬光养晦”的策略，推行“一带一路”大国外交政策，加上在各领域的全面崛起及其带来的威胁日益增大，美国共和黨的保守派部分亲中派（如沈大伟）转变了看法，遂建议美国政府逐渐放弃对华的接触政策，转而采取强硬策略。共和黨和民主黨雖然在國內的內政有嚴重分歧和衝突，但皆認為中國威脅美國的軍事、經濟及知識產權。參看2018年美中貿易戰。

### 日本
2005年12月22日，日本外务大臣麻生太郎發言「中國正成為威脅」，這是小泉內閣首次有閣員在公開場合提出「中國威脅論（中國脅威論）」。日本首相安倍晉三亦表示，過去20年來，中國軍費快速增長，目前已達約20倍之多。
2017年1月29日，英国《星期日泰晤士报》報道稱，日本驻英国大使馆每月支付英国右翼智库亨利·杰克逊协会1万英镑，一些与亨利·杰克逊协会过从甚密的英国国会议员曾被日本政府出资邀请访问日本，以帮助日本在英国制造及渲染中国威胁论；對此，今日俄罗斯、《印度快报》等媒体跟进报道，日本媒体一致保持沉默，英美主流媒体大多没有跟进报道。中华人民共和国媒体《环球视野》的报道中，共同通訊社客座论说委员冈田充亦声称：很多日本记者私下感叹“不在稿子里加入批判中国的评论，稿子就通不过”、“这不是上司的命令、而是记者的自我审查”、“中国威胁论在日本的言论空间中已经常态化”等等。

### 印度
中印軍事關係的緊張主要在於对双方争议边界问题，以及對巴基斯坦的軍事援助。1998年5月，印度國防部長喬治·費爾南德斯在印度進行核試驗後，宣揚「中國是印度潛在的頭號威脅」的言論。及後，費爾南德斯本人收回這種說法，表示要和中國友好，但印度军事部署的加强，被各界军事家认为是针对中国和巴基斯坦。

### 苏联（俄羅斯）
1960年代初，中苏关系严重恶化后，在苏联和世界上就存在着关于中国威胁的论调。法国总理达拉第在会见苏联共产党第一书记赫鲁晓夫的时候便提出了“黄祸论”的问题。而在1969年珍宝岛事件之后，中苏陷入高度紧张状况，又由于中国继而实施了动员行为（“一号战备令”），而苏联西伯利亚地区相当地广人稀、难以防御，整个苏联国内泛起了对中国军事威胁的恐惧。在持不同政见者的苏联知识分子群体中，这种中国威胁论思想也非常普遍，如历史学家罗伊·麦德维杰夫写道：
|                                                                          | 约瑟夫·斯大林在1941年没有充分考虑到阿道夫·希特勒的冒险主义。（……）他认为，希特勒会从分析实际的因素出发，而不是从幻想出发。就是在今天，特别是在苏中关系的现状下，我们更不应该忘记1941年的教训；因为毛泽东也不是从分析实际因素行事的，而是从他自己对实际情况有时候极其荒诞的想法行事的。因此，我们应该考虑到，来自毛泽东集团的毫无理智的冒险行为。 |
| ——罗·麦德维杰夫：《让历史来审判：斯大林主义的起源及其后果》下册，第772页 | |

## 否定觀點
1993年6月15日，中共中央总书记江泽民在会见马来西亚首相马哈迪·莫哈末时说，中国有限的国防力量完全是为了自卫，是防御性的。那些散布“中国威胁”、“中国要填补真空”论调的人，实际上是在挑拨亚洲国家间的关系，妄图达到分而治之的目的，这是不会得逞的。江泽民在引用了中国古语“路遥知马力，日久见人心”之后说，世界将会看到，中国现在和将来都是维护亚洲和世界和平的坚定力量。
2011年，中国共产党高级党政干部，著作编辑副主任蒯辙元提出，自中华人民共和国实行改革开放以后中国在经济、政治、军事等综合实力方面的崛起，从日本、台灣、韩国、美国等邻国和世界大国便不斷传来所谓的“中国威胁论”，表示出外国人对于中国大陸的崛起会影响和威胁到本国的利益，试图通过这种舆论减缓中国的发展速度或在国际舞台中孤立中国。蒯辙元指出，外国提出“中国威胁论”的原因不外乎有三：
1. 中国经济、军事崛起的速度之飞快、规模之宏大，令美欧和亚洲国家（特别是中国周边国家）目不暇接，深感意外，既无法阻止，也不可抗拒，又难以适应，因而产生国家危机感，民族心理受挫感；从经济、政治、安全到心理、自尊都感觉受到强大崛起的“中国威胁”。尤其美国举国上下都强烈意识到崛起的中国正在赶上，甚至在一些领域已经超越美国，严重威胁美国的全球利益，激烈挑战美国的世界领导地位，于是乎大造“中国威胁”“中国恐惧”的国际舆论，借以孤立中国、遏制中国。
2. 崛起后的中国近期的大国心态调整、战略调整有些过急、过激。这给国际社会，特别是给西方发达国家和中国周边国家以硬崛起而非软崛起的负面形象，因而产生了负面效应，造成负面影响，从而使之对中国的强大、强硬担忧，甚至出现恐慌。近日，法国战略研究基金会分析家瓦莱里·尼凯强调：“近一两年来，发达国家意识到，中国的形象不再像从前那样正面”。法国《回声报》2月3日载文指出：“每周都会出现中国的某个举动让我们的政治经济界人士恐慌的情况”。
3. 虽然新时期崛起的中国其自身的历史文明、现实文明，发展文明，在本质和理念上都与历史上崛起的帝国例如英德美日帝国有着根本的区别。但是中国对自身先进的文明理念、发展理念、崛起理念，在文宣上严重滞后，在传播上严重落后，而且作为世界第二大经济体的话语权缺位，运用更是乏力。因而面对“中国威胁论”“中国恐惧症”，从理论到实际只是被动应对，破解无方，化解无力。

2017年初，英國媒體《星期天泰晤士報》報導日本出資渲染中國威脅論，被視為試圖壓制中國發展的一種外交手段。

## 外部連結
- 綜合分析美日安保共同戰略目標對台灣的影響 台灣日本綜合研究所編審，尹懷哲個人文章
- 中共「和平崛起」的國際反應與臺海安全（页面存档备份，存于） 國防雜誌第二十卷第十一期，施大千個人文章
- 駁斥散佈中國威脅論　美反批大陸部署飛彈破壞臺海穩定 記者樊冬寧、陳依秋／華府報導
- 中國核武恫嚇坐實中國威脅論 自由電子報社論
- 有些國家為何不能善待中國的發展？（页面存档备份，存于） 林治波個人文章
- 李翌鵬：換個角度看「中國威脅論」 出處：李翌鵬個人文章
- 董誌勇：中國是亞洲經濟發展的威脅嗎？ 出處：董誌勇個人文章